# Джессі Г'юз (співак)
Джессі «Диявол» Г'юз (англ. Jesse Hughes; нар. 24 вересня 1972) — американський співак, автор пісень і гітарист. Найвідоміше амплуа − фронтмен рок-гурту з Каліфорнії Eagles of Death Metal, з яким він записав чотири студійних альбоми.

## Ранні роки
У віці 7 років переїхав з матір'ю, Джо Еллен до Палм Дезерт, що в Каліфорнії. У коледжі завів дружбу з Джошем Хоммом. Одного разу Хомм врятував Джо від нападу хулігана, після чого вони стали хорошими друзями. Г'юз закінчив Грінвільский Технологічний Коледж за напрямком журналістика і працював кілька років менеджером у Палм Дезерт.

## Музична кар'єра

### Eagles of Death Metal
Г'юз і Хомм створили гурт Eagles of Death Metal у 1998 році. Хомм рятує Г'юза, який протягом запису другого альбому гурту (Death By Sexy), почав вживати наркотики. Він не тільки відвіз колегу до реабілітаційного центру, але й оплатив лікування.

#### Терористичний акт в Le Bataclan
13 листопада 2015 року в паризькому театрі Батаклан відбулися терористичні атаки під час виступу Eagles of Death Metal. Г'юз втік через чорний хід, решта членів гурту також вижили. В результаті атаки загинуло 90 осіб у театрі, а всього − 130.

### Інші проєкти
Г'юз є одним з персонажів книги «Секс-поради від рок-зірок» Пола Майлза, що вийшла в липні 2010.
У вересні 2011 Г'юз випускає свій перший сольний альбом під іменем Boots Electric. Альбом Honkey Kong вийшов на лейблі Dangerbird Records. Вперше він виступив в місті Колумбус в штаті Огайо у серпні 2011 року на фестивалі CD 101 Summerfest Eve.
6 грудня 2012 року Джессі Г'юз стає проповідником в Universal Life Church.
У 2015 році Г'юз знявся у німому фільмі Björn Tagemose Gutterdämmerung, де також з'явилися Іггі Поп, Грейс Джонс, Леммі Кілмістер та Генрі Роллінс.

## Приватне життя
У 2007 в інтерв'ю колега Г'юза Джош Хомм заявив: «Джессі Г'юз і я тримаємося такої ідеї: ми ліберальні з народом, але маємо консервативні погляди на владу». Г'юз також сказав: «Я хотів би бути політиком від Партії республіканців, славити бога. Але ж я консервативний».

## Музичне обладнання
Г'юз полюбляє гітари Maton і підсилювачі Orange.

## Дискографія
| Рік           | Гурт або співак              | Альбом                     |
| ------------- | ---------------------------- | -------------------------- |
| 1998          | The Desert Sessions          | Volumes 3 & 4              |
| 2002          | Fatso Jetson                 | Cruel & Delicious          |
| 2004          | Eagles of Death Metal        | Peace, Love, Death Metal   |
| 2004          | Як соліст                    | A Pair of Queens           |
| 2005          | Queens of the Stone Age      | Lullabies to Paralyze      |
| 2006          | Eagles of Death Metal        | Death By Sexy              |
| 2008          | Eagles of Death Metal        | Heart On                   |
| Вересень 2011 | Boots Electric (solo artist) | Honkey Kong                |
| 2011          | Boots Electric (solo artist) | Untitled 4 song 12 inch LP |
| 2015          | Eagles of Death Metal        | Zipper Down                |